# Чжаоань
Чжаоа́нь (кит. упр. 诏安, пиньинь Zhào'ān) — уезд городского округа Чжанчжоу провинции Фуцзянь (КНР).

## История
Когда во времена империи Тан в 686 году была создана Чжанчжоуская область (漳州), то одновременно были созданы уезды Чжанпу (漳浦县) и Хуайэнь (怀恩县). В 741 году уезд Хуайэнь был присоединён к уезду Чжанпу. Во времена империи Мин в 1530 году эти земли были выделены в отдельный уезд, получивший название Чжаоань.
В 1916 году прибрежный архипелаг был выделен в отдельный уезд Дуншань.
Во время гражданской войны эти места были заняты войсками коммунистов лишь на её завершающем этапе, в конце 1949 — начале 1950 годов. В марте 1950 года был создан Специальный район Чжанчжоу (漳州专区), и уезд вошёл в его состав. В марте 1955 года Специальный район Чжанчжоу был переименован в Специальный район Лунси (龙溪专区). В сентябре 1970 года Специальный район Лунси был переименован в Округ Лунси (龙溪地区).
Постановлением Госсовета КНР от мая 1985 года округ Лунси был преобразован в городской округ Чжанчжоу.

## Административное деление
Уезд делится на 9 посёлков и 6 волостей.

## Культура
В посёлке Мэйчжоу сохраняются традиции каллиграфии и живописи.